# Adrian Cowell
Adrian Cowell (2 de febrero de 1934–11 de octubre de 2011) fue un cineasta británico nacido en Tangshan (China). Conocido principalmente por la producción de documentales sobre Chico Mendes y la deforestación de la Amazonía, y sobre el tráfico de heroína en Shan States, Burma (Myanmar).
Cuando estudiaba en Cambridge, Cowell planificó la Expedición Africana llevada a cabo por Oxford y Cambridge de 1954, pero no pudo participar en ella. Formó parte de las expediciones similares que tuvieron lugar en Oriente (en concreto, Singapur, entre los años 1955 y 1956), y en Sudáfrica (1957-1958). Finalmente abandonó las expediciones de estas instituciones y se unió a la expedición que buscaba el centro geográfico de Brasil. Aquí comenzó su relación con Sudamérica y, de modo especial, con Brasil.
Fue premiado con la Medalla Cherry Kearton de la Royal Geographical Society en 1985. En el obituario publicado en The Guardian, Anthony Hayward escribió que se trataba de "uno de los más exitosos" documentalistas de su generación. Sus documentales obre la deforestación de la Amazonía contribuyeron a la concienciación de los políticos a nivel internacional.